# Лаврушин, Олег Валентинович
Олег Валентинович Лаврушин (род. 1956, Тамбов, СССР) — советский и российский футболист.

## Биография
Родился 11 июля 1956 года в Тамбове. 
Воспитанник тамбовского футбола. Дебютировал в футболе за любительский клуб «Темп» Мичуринск. Служил два года в Советской армии, в Германии. После демобилизации выступал за «Ревтруд» Тамбов с 1978 по 1980 год. В 1980 году стал игроком липецкого «Металлурга». В команде провёл 12 сезонов, защищал ворота клуба в 309 матчах.
С 1991 по 1993 год выступал за «Прогресс» из Черняховска. Сезон 1993/94 провёл в коломенской «Оке», после чего завершил карьеру игрока.